# بضع الارتفاق
بضع الارتفاق هو إجراء جراحي قديم لم يعد يُستخدم واشتمل سابقًا على بضع الارتفاق العاني لتوسيع جوف الحوض وإتمام الولادة الطبيعية في حال وجود خلل ميكانيكي. كان يسمى أيضًا باسم قطع عظام الحوض أو بَضْعُ الالْتِحامِ الغُضْروفِيّ.

## تمهيد
حظى بضع الارتفاق  بالتأييد في عام 1597 من قبل سيفيرن بينو بعد شرحه لخلع الارتفاق  العاني على امرأة حامل مشنوقة. غدا بضع الارتفاق  فيما بعد إجراء جراحي روتيني يطبق على النساء اللواتي يقاسين ولادة متعسرة. أصبح إجراؤه أقل تواترًا في أوائل القرن العشرين بعدما أصبحت نسبة وفيات الأمهات خلال الولادة القيصرية أقل (وذلك نتيجة التحسن في التقنيات، العقامة والممارسة السريرية).

## الاستطبابات
أكثر الاستطبابات شيوعًا هي عشر ولادة الرأس في حال المجيء المقعدي، عسر ولادة الكتف التي لم يكن بالإمكان تدبيرها بالمناورات الروتينية وفي حالة الولادة المتعسرة رغم الاتساع الكامل للحوض. في بعض الحالات في إيرلندا، أجريت العمليات القيصرية بعد إجراء بضع الارتفاق. نادرًا ما يُلجأ إلى هذا الإجراء في البلدان المتطورة في الوقت الحالي، لكنه ما يزال مُتبع في بعض المناطق الريفية والبيئات في البلدان النامية الفقيرة بالموارد حيث لا تتوفر إمكانية إجراء العمليات القيصرية أو لا يوجد أطباء توليد لتوليد حالات الحمل اللاحقة.

## التطبيق الجراحي
ينتج عن بضع الارتفاق زيادة مؤقتة في قطر الحوض (تصل إلى 2 سم (0.79 بوصة)) من خلال القطع الجراحي لأربطة الارتفاق بعد تطبيق التخدير الموضعي. وبالتالي فإنه لا يجب إجراء بضع الارتفاق  إلى في حال لم يكن هناك أي حل بديل آمن. نتيجة لذلك، لا ينصح بتكرار الإجراء بسبب مخاطر حدوث مشكلة في المشية أو إزمان الألم. إبعاد الفخذين أكثر من 45 درجة عن الخط الناصف قد ينتج عنه تمزق في الإحليل أو المثانة. في حال أبلغ عن صعوبات طويلة الأمد في المشي أو الألم (تحصل في 2% من الحالات) فغالبًا ما تتحسن حالة المريضة عمومًا من خلال اتباع العلاج الفيزيائي.